# Американське папоротеве товариство
Американське папоротеве товариство (англ. American Fern Society) — наукове товариство в США, засноване у 1893 році. Сьогодні воно налічує понад 500 членів по всьому світу. Серед померлих представників, мабуть, найвідомішим є Олівер Сакс, який став членом товариства у 1993 році.

## Історія
Засновником товариства був Віллард Нельсон Клют, спочатку створивши його як Папоротеве відділення Ліннея Асоціації Агассіз у 1893 році. Товариством проводилися два пленарні засідання: одне у 1898 році, інше у 1900 році. Відділення складалося з невеликих регіональних підрозділів та розповсюджувало звіти поштою від члена до члена. У 1905 році члени Папоротевого відділення Ліннея відокремились від Асоціації Агассіз та створили Американське папоротеве товариство, яке було зареєстроване у 1936 році.
Американське папоротеве товариство підтримує обмін спорами, де члени можуть замовити спори папороті різних видів для вирощування. Воно також спонсорує періодичні польові виїзди, а також форум користувачів на вебсайті. Одну з таких екскурсій описав Олівер Сакс у своїй книзі «Oaxaca Journal» (англ.) 2002 року.

## Видання
З 1893 до 1912 року товариство видає «The Fern Bulletin» (англ.) — «Папоротевий вісник» (з 1893 по 1896 рік — під назвою «The Linnaean Fern Bulletin» (англ.)). З 1910 року розпочинається публікування технічного ботанічного журналу «American Fern Journal» (англ.) («Американський папоротевий журнал»).
Товариство також з 1974 року публікувало «The Fiddlehead Forum» (англ.), інформаційний вісник для членів товариства. З 1979 року воно видає епізодичну серію монографій, що спеціалізуються на папороті, під назвою «Pteridologia» (англ.).